# 박휘연
박휘연(1992년 6월 26일 ~ )은 전 오스트레일리안 베이스볼 리그 질롱 코리아의 내야수이다.

## 한국 프로야구 시절

### KT 위즈시절
2015년에 입단하였다.

## 한국 독립야구 시절

### 성남 블루팬더스시절
2018년에 입단하였다.

## 호주 프로야구 시절

### 질롱 코리아시절
2018년에 입단하였다.

## 출신 학교
- 대일초등학교
- 언북중학교
- 휘문고등학교
- 경희대학교